# Sky Towers
Der multifunktionale Komplex Sky Towers (ukrainisch Багатофункціональний комплекс «Скай Тоуерз»/ Bahatofunkzionalnyj kompleks Skai Touers) ist ein im Bau befindlicher Hochhauskomplex in der ukrainischen Hauptstadt Kiew.
Der Komplex liegt auf dem Kiewer Siegesprospekt zwischen dem Siegesplatz und dem Kiewer Zoo. Er besteht aus zwei Hochhäusern, von denen das Höhere nach Fertigstellung im Jahr 2016 47 Stockwerke haben und mit einer Höhe von 214 m das höchste Gebäude der Ukraine sein wird. Der zweite Turm wird 34 Stockwerke haben und 169 m hoch sein. Die Gesamtfläche des Komplexes wird 215.400 m² betragen und mit 47 Fahrtreppen sowie sechs Hochgeschwindigkeitsaufzüge versehen sein. Im Jahr 2018 wurde der Bau des zweiten Gebäudes angefangen
Im Gebäude sollen bis zu 17.000 Menschen arbeiten können, denen eine Tiefgarage mit insgesamt 851 Stellplätzen zur Verfügung stehen wird,